# مطار كولوسوك
مطار كولوسوك (بالجرينلاندية: Mittarfik Kulusuk)(بالدنماركية: Søndre Strømfjord Lufthavn)‏(إياتا: KUS، إيكاو: BGKK) هو مطار دولي في كولوسوك جنوب شرق جرينلاند.

## شركات الطيران والوجهات
| شركـات طيـران  | الوجهات |
| -------------- | --- |
| طيران جرينلاند | مطار آسيات، Billund، مطار كوبنهاغن، مطار إيلوليسات، مطار مانيتسوك، مطار نارسارسواك، مطار نوك، مطار سيسيميوت |

## معرض الصور

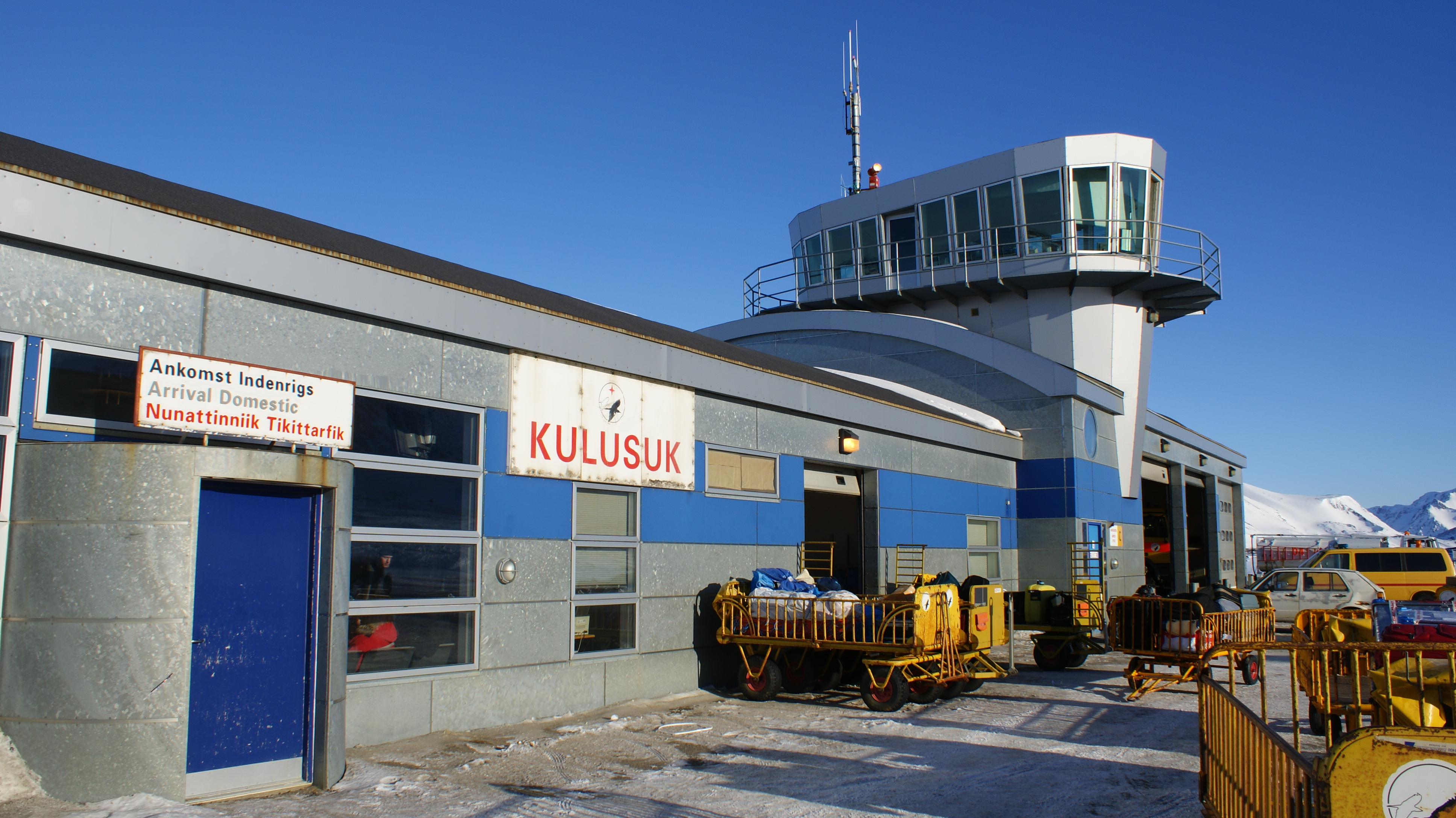
صالة الوصول والمغادرة.
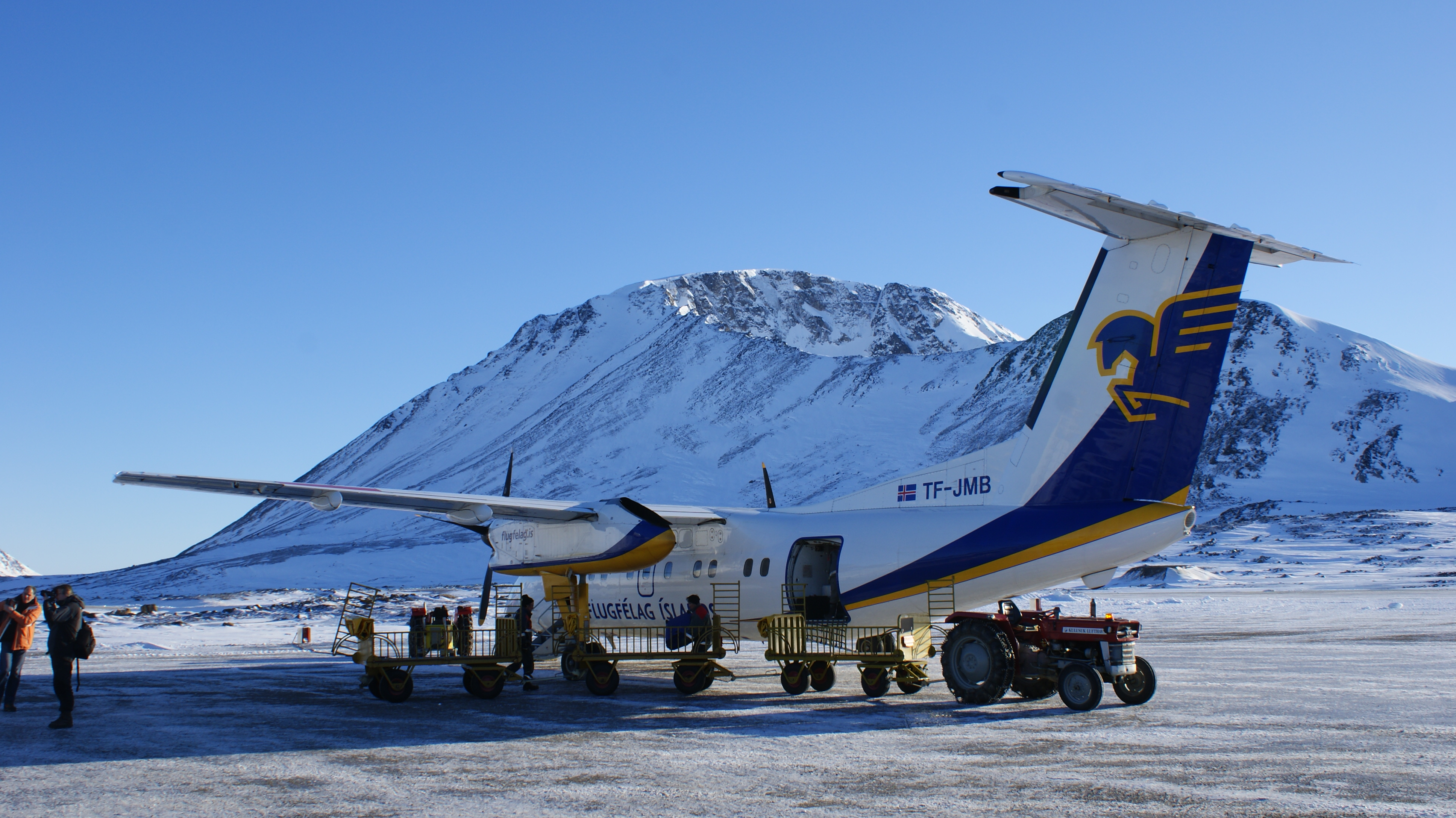
طائرة داش 8 مملوكة لشركة طيران أيسلندا.
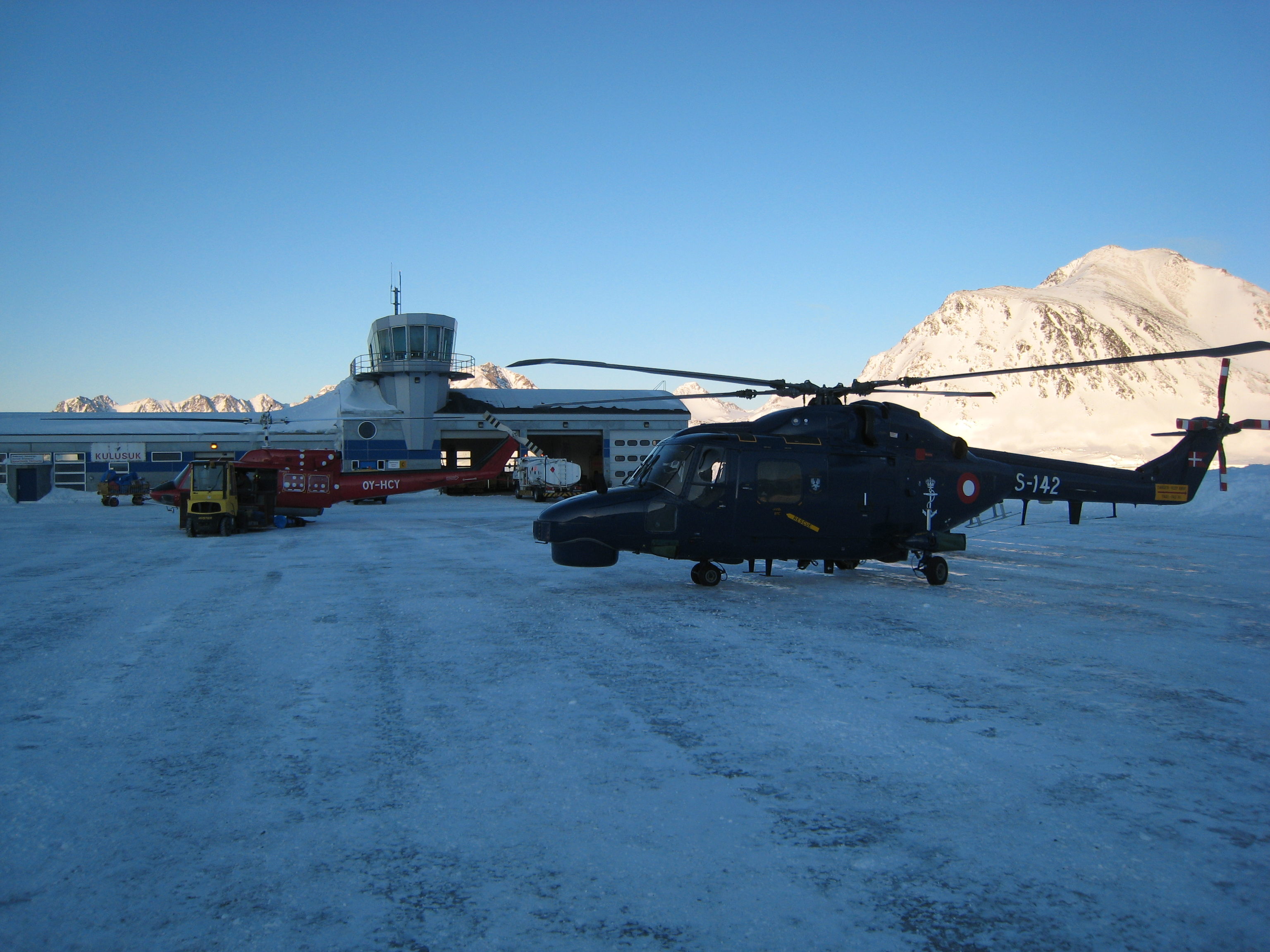
مروحيات من نوع بيل ولينكس.